# Devillina
La devillina (simbolo IMA: Dev), nota anche come devillite, herrengrundite, lyellite o úrvölgyite, è un minerale piuttosto raro della classe dei "solfati (e simili)" con composizione chimica Cu4Ca[(OH)6|(SO4)2] • 3H2O appartenente al gruppo della devillina.

## Etimologia e storia
La devillina fu scoperta per la prima volta nella contea inglese della Cornovaglia e descritto nel 1864 da M. F. Pisani, che chiamò il minerale in onore del chimico francese Henri Sainte-Claire Deville (1818-1881).
La devillina ha ricevuto i suoi sinonimi herrengrundite e úrvölgyite sulla base di ricchi reperti minerari e descrizioni provenienti dalla regione slovacca della Špania Dolina (in tedesco, Herrengrund, oppure in ungherese, Úrvölgy).

## Classificazione
Nell'ormai obsoleta, ma ancora in uso, 8ª edizione della sistematica minerale di Strunz, la devillina apparteneva alla classe dei minerali dei "solfati, selenati, tellurati, cromati, molibdati e tungstati" e lì alla sottoclasse dei "solfati acquosi con anioni stranieri", dove veniva elencata insieme ad arzrunite, campigliaite, lautenthalite, niedermayrite, ortoserpierite, serpierite e tatarskite.
La 9ª edizione della sistematica minerale di Strunz, valida dal 2001 e utilizzata dall'Associazione Mineralogica Internazionale (IMA), classifica la devillina nella classe "7. Solfati (selenati, tellurati, cromati, molibdati, tungstati)" e lì nella sottoclasse "7.D Solfati (selenati, ecc.) con anioni aggiuntivi, con H2O". Tuttavia, questa sottoclasse è ulteriormente suddivisa in base alla dimensione dei cationi coinvolti e alla struttura cristallina, in modo che il minerale possa essere classificato nella suddivisione "7.DD Con soltanto cationi di media dimensione; strati di ottaedri che condividono uno spigolo", dove forma il gruppo senza nome 7.DD.30 insieme ad aldridgeite, campigliaite, edwardsite, niedermayrite, orthoserpierite e serpierite.
La classificazione dei minerali secondo Dana, che viene utilizzata principalmente nel mondo anglosassone, classifica la devillina nella classe dei "solfati, cromati e molibdati" e lì nella sottoclasse dei "solfati contenenti acqua con ossidrile o alogeno". Qui si può trovare, insieme a lautenthalite, nel gruppo senza nome 31.06.01, all'interno della suddivisione di "Solfati contenenti acqua con idrossile o alogeno con (A+B2+)5(XO4)2Zq × x(H2O)".

## Abito cristallino
La devillina cristallizza nel sistema monoclino nel gruppo spaziale P21/c (gruppo nº 14) con i parametri del reticolo a = 20,87 Å, b = 6,14 Å, c = 22,19 Å e β = 102,7° oltre a otto unità di formula per cella unitaria.

## Caratteri fisico-chimici
È solubile in acido nitrico e insolubile in acqua e in acido solforico (H2SO4).

## Origine e giacitura
La devillina è un minerale secondario che si trova nella zona di ossidazione dei solfuri di rame. Poiché si forma per ossidazione con l'ossigeno atmosferico, può anche formarsi su cumuli di scorie come minerale secondario. I minerali associati includono antlerite, azzurrite, brochantite, gesso, langite, linarite, malachite e posnjakite.
La devillina è un minerale piuttosto raro, quindi può essere abbondante in varie località, ma generalmente non è molto diffusa e sono stati registrati circa 300 siti. Oltre alla sua località tipo, la Cornovaglia, il minerale è stata trovata sempre nel Regno Unito in Cumbria, Devon, Shropshire e Staffordshire (in Inghilterra); a Wanlockhead in Scozia e nelle regioni del Ceredigion, del Gwynedd e del Powys (nel Galles).
Vale la pena menzionare la regione della Špania Dolina in Slovacchia, da dove provengono i migliori esempi di rosette di cristallo con un diametro fino a un centimetro.
In Italia la devillina è stata rinvenuta in diverse siti; per citarne alcuni: Berceto e Castelnovo ne' Monti (Emilia Romagna); a Cercivento (Friuli Venezia Giulia); a Primaluna e Cuasso al Monte (Lombardia); Lessolo e Scopello (Piemonte). Il minerale è stato anche trovato in Trentino-Alto Adige, Veneto, Toscana e Sardegna.
In Germania, la devillina è stata finora trovata principalmente nella Foresta Nera nel Baden-Württemberg, nel Fichtelgebirge (Baviera) e nella Foresta dell'Alto Palatinato, vicino a Francoforte e Richelsdorf in Assia, nei monti Harz dalla Bassa Sassonia alla Sassonia-Anhalt, nel Niederbergisches Land, nel Sauerland e nel Siegerland nella Renania Settentrionale-Vestfalia, nell'Eifel e nella Lahntal, sull'Hunsrück, vicino a Imsbach e a Rheinbreitbach in Renania-Palatinato, sui Monti Metalliferi e nell'Alta Lusazia in Sassonia, nell'Helgoland nello Schleswig-Holstein, nonché a Greiz, Ilfeld e nell'ex cumulo di scarti vicino a Ronneburg in Turingia.
La devillina è stata anche rilevata in campioni di roccia della dorsale medio atlantica.
Altre località sono sparse in vari Paesi del mondo.

## Forma in cui si presenta in natura
La devillina sviluppa per lo più cristalli aghiformi o tabulari sottili con habitus pseudoesagonale in aggregati minerali a forma di rosetta o a ciuffi, ma anche rivestimenti crostosi di colore blu-verde, verde smeraldo scuro a verde patina con colore striato verde chiaro.
Le superfici non danneggiate dei cristalli da trasparenti a traslucidi hanno una lucentezza simile al vetro, mentre le superfici di sfaldamento tendono ad avere una lucentezza perlacea. Con una durezza Mohs di circa 2,5, la devillina si colloca tra i minerali di riferimento gesso (durezza 2) e calcite (durezza 3).